# Guldschakal
Guldschakal (Canis aureus), även kallad schakal, är en art i familjen hunddjur som är nära släkt med vargen. Den delas in i ett antal underarter, och senare års studier har antytt att individerna i Afrika kan tillhöra en annan djurart än exemplaren i Eurasien. Den afrikanska varianten, som är än mer lik varg, föreslås få namnet afrikansk guldvarg (Canis anthus).

## Kännetecken
Guldschakalen har en kropp som är mellan 60 och 130 centimeter lång (huvud och bål), vanligen omkring 75 cm. Svansens längd ligger omkring 20 till 30 centimeter och skulderhöjden är 38 till 50 centimeter. Djuret väger 7 till 15 kilo. Pälsens färg är vanligtvis guldgul men skiljer sig mellan de olika levnadsområdena. Guldschakaler som lever i bergstrakter har en gråaktig päls och individer i östra Afrika byter päls under årets lopp.

## Utbredning
Djurets huvudsakliga levnadsområde är norra och östra Afrika, tropiska och subtropiska regioner i Asien samt sydöstra Europa, till exempel norra Grekland, Rumänien, Bulgarien, Kroatien och Ungern. Den uppträder regelbundet i nordöstra Italien, Slovenien, Slovakien, Tjeckien, Polen och Österrike.
Denna art föredrar öppna landskap som savann och halvöken. I några regioner lever de även i närheten av människans boplatser där de letar i soporna efter föda. I bland annat Myanmar, Thailand, Indien och Bangladesh förekommer den även i skogar.
Det finns tecken på att guldschakalen håller på att utsträcka sitt utbredningsområde till Västeuropa. 2015 hittades en trafikdödad hane i Karups kommun i Jylland. Redan tidigare hade flera individer setts i Nordtyskland.  En annan, levande individ observerades i naturområdet Lille Vildmose i Nordjylland 2016. Enligt biologen Thomas Secher Jensen, seniorforskare vid Naturhistorisk Museum i Århus, är det i båda fallen fråga om en spridning från Balkan och inte djur som rymt från fångenskap. Ytterligare en guldschakal rapporterades ha blivit olagligt skjuten i Västjylland i Danmark i februari 2017. Djuret sköts under en rävjakt i tron att det var en räv. Djuret var varken chipmärkt eller örontatuerat, så även denna gång antar man att det var ett vilt djur. Guldschakalerna i Danmark är revirhävdande men det är enstaka manliga individer utan möjlighet till fortplantning.
I Estland finns det en etablerad guldschakalpopulation.
Schakalen har observerats i östra Finland i juli 2019. Sommaren 2020 observerades en individ i nordligaste Norge.

## Levnadssätt
Guldschakalen lever i grupper som omfattar ett par, ofta med ungdjur från tidigare kullar. Flocken har ett fast revir med en yta upp till 3 kvadratkilometer. Revirets gränser markeras med urin.
Kommunikationen sker med ett stort antal olika ljud som skall, ylanden och morranden. Med sina långa och kraftiga extremiteter har guldschakalen lätt att springa över långa distanser. Den är även en skicklig simmare.
I naturen blir djuret upp till 8 år och i fångenskap upp till 14 år gammalt.

### Fortplantning
Guldschakalen är monogam. Litet är känt rörande parningstiden. I Tanzania anges parningstiden till oktober/november, och ibland en tidigare period i juni/juli. I Europa sträcker sig parningstiden mellan januari och februari Efter en dräktighet av omkring 60 dagar letar honan efter ett lämpligt bo och föder där 1 till 9 (vanligtvis 5 till 6) ungar. Dessa är blinda under de första två veckorna.
Under de första tre veckorna får ungarna bara modersmjölk som föda. Senare, när regntiden börjar, får de även fast föda som bärs fram av föräldrarna i deras magar och spys upp vid boet. Efter ytterligare fem veckor slutar honan att ge di.
Efter ungefär 5 till 6 månader är ungarna helt självständiga. Ofta stannar några ungar hos föräldrarna och hjälper till vid uppfödandet av de nästa syskonen. Guldschakalen blir könsmogen vid 11 månaders ålder.

### Föda och jakt
Guldschakaler har ett typiskt socialt jaktbeteende. De jagar i par eller i grupp och detta huvudsakligen under natten. 80 procent av alla angrepp som görs av ensamma djur misslyckas. Hos par sjunker denna andel till 30 procent. De äter sällan as och fångar den största delen av sin föda med hjälp av sin goda hörsel och sin snabbhet. De sätt som schakalen jagar sitt byte på liknar rödrävens. Liksom den reser de öronen, kröker ryggen, lyfter svansen och gör sedan ett hopp och landar med sina främre tassar på bytet, som dödas efteråt med ett starkt bett. 
Till guldschakalens föda räknas bär, inte minst vindruvor, majs, insekter, gnagare, fåglar, amfibier och unga gaseller. När den inte kan äta hela bytet bär schakalen det till en buske eller gräver ner det för att återkomma till det senare. För att lätt komma åt bytet följer schakaler i östra Afrika större kattdjur som lejon. De väntar sedan tålmodigt tills lejonet lämnar sitt byte och tar därefter resten.

## Hot
Största hotet mot guldschakalen är industrialisering och ett ökande, intensivt jordbruk. Fiender i djurvärlden är bland andra örnar, pyton, leopard och gepard.

## Relation till människor
Vid Bangladeshs samhällen betraktas djuret som nyttigt när det äter matrester som slängs ut. Guldschakalen fångar gnagare och hardjur som annars kan skada grönsaker. Å andra sidan äter den själv grödor, sockerrör och meloner. Rovdjuret kan överföra sjukdomar som rabies. Året 1979 dödades två unga barn av guldschakaler.

## Indelning
Senare års DNA-studier har visat att eurasiska och afrikanska guldschakaler (där de senare är mer lika gråvarg) sannolikt kan delas upp i två olika arter. Ett förslag till namn av den afrikanska varianten är afrikansk guldvarg (Canis anthus).